# FK Čáslav
FK Čáslav je český fotbalový klub hrající Krajský přebor Středočeského kraje . Byl založen roku 1902. Stadion má kapacitu 2575 osob. V sezóně 2008/09 dosáhl největšího úspěchu v historii klubu, když si druhým místem ve 2. lize zajistil právo startu v 1. České lize. Práva startu v nejvyšší soutěži se však vzdal a prodal jej klubu 1. FC Slovácku a to nejspíš kvůli nevyhovujícímu stadionu.   
V současné době má FK Čáslav šestnáct mužstev hrajících v jednotlivých kategoriích. Kromě výše uváděného „A“ mužstva, dále „B" mužstvo v 1.A třídě. Mládežnické týmy sahají od nejstarších dorosteneckých u19 a u17 přes žákovské u15, u14, u13 a u12 až do přípravek u11, u10, u9, u8, u7, u6 a mini. V Čáslavském klubu působí i tým dorostenek.

## Historie
První fotbalové mužstvo bylo v Čáslavi založeno roku 1902, kdy septimáni zdejšího gymnázia ustavili první fotbalovou jedenáctku s názvem SK STELLA (Hvězda) Čáslav. Jejich sportovní iniciativa však nebyla profesorským sborem přijímána s porozuměním a tak museli své zápasy hrát až na vzdáleném vojenském cvičišti.
Situace se rychle měnila a fotbal se záhy stal oblíbeným sportem. Roku 1927 zahájil svou činnost SK Čáslav. Uvedené fotbalové mužstvo nezůstalo dlouho osamoceno a ve třicátých letech byla založena další jedenáctka pod názvem DSK Čáslav. Tento však záhy úplně zanikl.
Roku 1943 vznikl další klub s názvem Slavoj Čáslav, který se v roce 1949 sloučil s SK Čáslav, aby spolu vytvořili jednotný klub pod názvem SK KOSMOS Čáslav. Ten záhy obsadil první místo v podzimní mezitřídě a zajistil si postup do tehdejší krajské soutěže. V roce 1950 byl účastníkem zemské ligy. Po ukončení soutěže klub sestoupil do přeboru kraje a v roce 1951 ještě do třídy nižší. Krize místní kopané pak trvala až do roku 1960 a mužstvo sestupuje až do okresního přeboru. Postupem času se situace začala zlepšovat a v sezoně 1967–1968 mužstvo postoupilo až do divize. Sedmdesátá léta jsou ale opakováním krize let padesátých.
Po roce 1989 přešel čáslavský fotbal pod záštitu závodu Zenit s.r.o. a změnil i svůj název na FC ZENIT ČÁSLAV. Novým prvkem v činnosti FC se stala zvýšená orientace na mládež, která spolu s dalšími změnami vedla k takovému zlepšení hráčských výsledků, že klub v roce 1998 postupuje opět do divize a v ročníku 2003–2004 dokonce do ČFL, kde si po dvou sezónách vydobyl postup do II.ligy.
Od roku 2004 začíná fotbal v Čáslavi další velkolepou éru, která graduje v ročníku 2008–2009, kdy fotbalisté Čáslavi skončili na druhém místě tabulky II.ligy, čímž si zároveň vydobylo právo postupu mezi fotbalovou smetánku – 1. Gambrinus ligu. Vedení klubu se nakonec práva na postup vzdalo a licence byla prodána do klubu 1. FC Slovácko. FC Zenit tak pokračovalo další ročník ve II. lize, kde se však záhy setkalo s neúspěchy.
Roku 2011 se klub přejmenoval na FK Čáslav, když řízení klubu převzalo opět město. Tato činnost vydržela pouhý rok. V létě roku 2012 se většinovými vlastníky kluby stalo sdružení řeckých firem. Klub nově řídí jako sportovní manažer Tomáš Haniak. Chod klubu má na starost Michael Stefanidis. Čáslav dále navázala spolupráci se dvěma kluby. V České republice spolupracuje s Admirou Praha a v cizině klub navázal úzkou spolupráci s Manchesterem City. Akademie klubu Manchester City má Středočechům posílat na zkoušku hráče ve věku mezi 17 až 18 lety, kteří se neprosadí do kádru slavného anglického klubu. Klub v současné době posílil zatím první odchovanec této akademie. Tím se stal francouzský Emerick Hippias.
Po nevydařené sezoně 2012/2013 klub ze Středních Čech opustili řečtí majitelé jelikož bodem smlouvy bylo, že v případě sestupu klubu tato smlouva pozbyde platnosti a řízení klubu opět převzalo občanské sdružení. Klub také opustil po sedmi letech profesionální úroveň a nově bude provozovat pouze amatérskou funkci. Vedení klubu se, ale netají tím, že by se v co nejbližší době vrátilo zpět mezi profesionální kluby.
Po nevydařené podzimní části sezóny 2023/2024, po které skončil na nelichotivém 15. místě s pouhými 7 body musel klub výrazně obměnit hráčský kádr. K týmu přišel velezkušený trenér Roman Kučera a nově příchozími hráči jsou: Jindřich Kučera, Ondřej Vencl, Daniel Turyna, Daniel Nešpor, Matyáš Hanč, Matěj Peterka a Ruslan Usenko. Navíc se z hostování vrátili Kryštof Schovanec a Karel Hejný. Čáslaváci se dokázali výsledkově zvednout a získat dostatek bodů na to pomýšlet reálně na nesestupová místa, nakonec ovšem plán, který Čáslavští měli nevyšel a oni tak padají do nižší soutěže.  

## Umístění v jednotlivých sezonách
| Česko (2004 – současnost) |                            |                                                            |
| Sezóna                    | Liga                       | Pozice                                                     |
| 2003/2004                 | Divize C                   | 1. místo (postup)                                          |
| 2004/2005                 | Česká fotbalová liga       | 3. místo                                                   |
| 2005/2006                 | Česká fotbalová liga       | 1. místo (postup)                                          |
| 2006/2007                 | Fotbalová národní liga     | 10. místo                                                  |
| 2007/2008                 | Fotbalová národní liga     | 13. místo                                                  |
| 2008/2009                 | Fotbalová národní liga     | 2. místo (prodání licence pro 1. ligu týmu 1. FC Slovácko) |
| 2009/2010                 | Fotbalová národní liga     | 14. místo                                                  |
| 2010/2011                 | Fotbalová národní liga     | 8. místo                                                   |
| 2011/2012                 | Fotbalová národní liga     | 13. místo                                                  |
| 2012/2013                 | Fotbalová národní liga     | 15. místo (sestup)                                         |
| 2013/2014                 | Česká fotbalová liga       | 7. místo                                                   |
| 2014/2015                 | Česká fotbalová liga       | 15. místo                                                  |
| 2015/2016                 | Česká fotbalová liga       | 17. místo (sestup)                                         |
| 2016/2017                 | Divize C                   | 3. místo                                                   |
| 2017/2018                 | Divize C                   | 7. místo                                                   |
| 2018/2019                 | Divize C                   | 5. místo                                                   |
| 2019/2020                 | Divize C                   | 11. místo (zrušeno)                                        |
| 2020/2021                 | Divize C                   | 8. místo (zrušeno)                                         |
| 2021/2022                 | Divize C                   | 5. místo                                                   |
| 2022/2023                 | Divize C                   | 13.místo                                                   |
| 2023/2024                 | Divize C                   | 14.místo (sestup)                                          |
| 2024/2025                 | Přebor Středočeského kraje | 1.místo (postup)                                           |

## Historické názvy
- 1902 – SK STELLA (Hvězda) Čáslav
- 1927 – SK Čáslav
- 1949 – SK KOSMOS Čáslav (sloučení s Slavoj Čáslav)
- 1989 – FC Zenit Čáslav
- 2011 – FK Čáslav

## Soupiska
| #  | Pozice | Hráč              |
| -- | ------ | ----------------- |
| 29 | B      | Ondřej Barták     |
| 30 | B      | Jakub Beran       |
| 7  | O      | Milan Čáp         |
| 21 | O      | Jan Hannich       |
| 17 | Z      | David Dastych     |
| 9  | Z      | Jiří Čuchal       |
| 2  | U      | Karel Hejný       |
| 6  | O      | Ondřej Jelínek    |
|    | Z      | Vojtěch Klepal    |
| 22 | U      | Tomáš Kopp        |
| 15 | Z      | Jakub Kořínek     |
| 1  | B      | Stanislav Kovařík |
| 4  | Z      | Tomáš Mlynka      |
| 20 | O      | Miroslav Kurka    |

| #  | Pozice | Hráč            |
| -- | ------ | --------------- |
| 17 | Z      | Michal Král     |
| 10 | O      | Peter Mráz      |
| 19 | U      | Marek Netušil   |
| 14 | Z      | Kamil Petrů     |
| 3  | O      | Radek Richard   |
| 11 | Ú      | Adam Ronovský   |
| 16 | Z      | Jan Strnad      |
| 2  | O      | Marek Svoboda   |
| 2  | O      | Ondřej Trekoval |
| 22 | U      | Václav Bašek    |
| 26 | U      | Štěpán Váňa     |
| 7  | Z      | Jakub Vančura   |

## Statistiky ve 2. lize
- Nejlepší umístění: 2. místo (1× – 2008/09)
- Nejhorší umístění: 15. místo (1× – 2012/13)
- Nejvyšší výhra: 4:0 výhra nad Fotbal Fulnek (2008/09)
- Nejvyšší prohra: 1:6 prohra s TJ Bohemians Praha (2007/08) a FC Vysočina Jihlava (2010/11)

| Sezóna    | Pořadí | Bodů |
| 2006 / 07 | 9.     | 37   |
| 2007 / 08 | 13.    | 33   |
| 2008 / 09 | 2.     | 56   |
| 2009 / 10 | 14.    | 29   |
| 2010 / 11 | 8.     | 41   |
| 2011 / 12 | 13.    | 34   |
| 2012 / 13 | 15.    | 25   |
| Průměr    | 10,5   | 36,4 |

## Statistiky v České fotbalové lize (3. lize)
- Nejlepší umístění: 1. místo (1× – 2005/06)
- Nejhorší umístění: 17. místo (1× – 2015/16)
- Nejvyšší výhra: 6:0 výhra nad Karlovy Vary (2013/14)
- Nejvyšší prohra: 1:5 prohra se Slavia Praha B (2005/06)

| Sezóna    | Pořadí | Bodů |
| 2004 / 05 | 3.     | 55   |
| 2005 / 06 | 1.     | 69   |
| 2013 / 14 | 7.     | 54   |
| 2014 / 15 | 15.    | 46   |
| 2015 / 16 | 17.    | 20   |
| Průměr    | 8,6    | 48,8 |